# 芒果航空
芒果航空是一間南非的廉價航空公司，總部位於南非約翰內斯堡。是南非航空的子公司並服務國內航線，樞紐機場為奧利弗·坦博國際機場。

## 目的地
芒果航空有以下的目的地（2007年3月）：
- 約翰內斯堡
- 開普敦
- 德班
- 布隆方丹

## 機隊
截至2021年7月，芒果航空營運2架波音 737-800。

## 機內服務
芒果航空有一個上機前購買計畫，提供飲品和食物。
芒果航空又提供芒果電視，每天與Earthbox電視飛行中提供娛樂節目製作，由約翰內斯堡的媒體製作。

## 備註
1. 1 2  . Flight International. 2007-04-10: 47.
2. ↑  "Spaza Mango 1 的存檔，存档日期2009-02-27.." 芒果航空. 訪問在二零零八年十月三十號。
3. ↑  "Spaza Mango 2 的存檔，存档日期2009-02-27.." 芒果航空. 訪問在二零零八年十月三十號。

## 外部連結
- 官方網站 （页面存档备份，存于）